# Litenčické vrchy
Litenčické vrchy är en bergskedja i Tjeckien. Den ligger i den östra delen av landet, 220 km öster om huvudstaden Prag.